# La Lagune
La Lagune (The Lagoon) est une nouvelle de Joseph Conrad publiée en 1897.

## Historique
La Lagune paraît en 1897 dans la revue Cornhill Magazine, puis en 1898 dans le recueil de nouvelles Tales of Unrest (traduit en français par Inquiétude).

En 1887, après un séjour à l'hôpital de Singapour pour une blessure reçue en mer, Conrad embarque comme second sur le Vidar et effectue au moins quatre voyages à Bornéo et des séjours à Berau. Cette expérience sert de base aux récits malais.

## Résumé
« Un Malais raconte une histoire à un Blanc qui passe la nuit dans sa cabane. C'est un truc astucieux avec, comme d'habitude, les forêts, le fleuve, les étoiles - le vent au lever du jour, etc. - et du style conradien réchauffé en abondance. Je parierais deux sous qu'ils vont le prendre. »
En effet, le Cornhill publia le manuscrit pour douze guinées et demie !

## Éditions en anglais
- The Lagoon, dans la revue Cornhill Magazine, en janvier 1897.
- The Lagoon, dans le recueil de nouvelles Tales of Unrest, chez T. Fisher Unwin, en avril 1898.

## Traduction en français
- La Lagune, traduit par G. Jean-Aubry, Paris, Éditions Gallimard, 1932
- La Lagune, traduction revue par Pierre Coustillas, Conrad, Œuvres, tome I, Éditions Gallimard, « Bibliothèque de la Pléiade », 1982.